# レッドポーン
『レッドポーン』（Red Pawn）は、アイン・ランドによる映画脚本である。1932年に大手映画制作会社ユニバーサル・ピクチャーズに買い取られた。ランドにとって、この脚本は作家として最初に売れた作品だった。タイトルの「レッド」は（「共産主義の」を含意する）「赤い」、「ポーン」はチェスの「歩兵」に相当する駒である。
1920年代のソビエト・ロシア北部にある架空の島「ストラストノイ島」（Strastnoy Island）を舞台にしたスパイスリラーで、独裁政権、特にロシアのソビエト政権の批判をテーマにしている。この秘密の島の政治犯収容施設に、アメリカ人女性ジョアン・ハーディング（Joan Harding）が、収監されている夫ミハイル・ヴォルコンツェフ（Michael Volkontzev）を救出するため潜入する。ジョアンは収容施設に潜入する口実として、収容施設所長のカレイエフ司令官（Commandant Kareyev）に国家から授与された新しい妻を名乗る。ジョアンが夫を救出するためにカレイエフや収容所職員を欺く過程で、男女の三角関係が発展する。
この脚本の権利はパラマウント映画が保有しているが、映画化は一度もされていない。

## あらすじ
主人公のアメリカ人女性ジョアン・ハーディングが、連絡船でストラストノイ島に到着する。島には、修道院を改装して作られた政治犯収容所がある。ジョアン・ハーディングの本名はフランシス・ヴォルコンツェフ（Frances Volkontzev）で、収容所に収監されている夫ミハイル・ヴォルコンツェフを救出する目的でこの島に来た。ジョアンは収容施設所長のカレイエフ司令官を訪れ、国家から彼に授与された新しい妻を名乗る。カレイエフは、6か月後に次の連絡船が来た時には彼女は去るだろうと信じ、ジョアンに冷たい態度を取る。カレイエフはジョアンを連れ出し、島と収容所を案内する。カレイエフに案内されながら、ジョアンは囚人たちを観察する。ジョアンの夫ミハイルが彼女に気付き、彼女を大声で呼ぶが、彼女は気づかないふりをする。その後ジョアンは自分の部屋でミハイルと二人きりになる機会を得て、ミハイルの救出計画を伝える。ジョアンは、ミハイルを連絡船に忍び込ませ、近くのニジニコリムスク（Nijni Kolimsk）の街にいるイギリス人貿易商の助けを借りて出国させるつもりだった。ジョアンは、収容所の職員たちに2人の関係を疑わないように、彼女を信じて彼女と距離を保つように頼む。
数ヶ月が過ぎ、ジョアンは、島に収監されている多くの政治囚と友人になる。カレイエフは、徐々にジョアンに対して愛情を抱き始める。ミハイルは、ジョアンがカレイエフからの愛情に応えているように見えることに悩み、ジョアンの意図を疑い始める。ジョアンは、ミハイルの脱出準備を整える。次の連絡船が来る時、彼女がカレイエフを説得して看守に休暇を取らせている間に、ミハイルが連絡船に忍び込み、ニジニコリムスクの街に行きイギリス人貿易商に助けを求める、というのが彼女の計画だった。カレイエフに疑われるのを避けるため、連絡船にはミハイルだけが乗り、ジョアンはカレイエフと同棲を続け、数カ月後にミハイルの後を追うと、彼女はミハイルに伝える。
脱出の夜、ミハイルはカレイエフの部屋に押し入り、自分が脱走を企んでいることと、ジョアンが自分の妻であることをカレイエフに明かす。カレイエフは、部下のフェドシッチ同志（Comrade Fedossitch）にミハイルを拘禁させ、ジョアンに翌日連絡船に乗ってストラストノイ島を出るように言う。ジョアンはカレイエフへの愛を告白し、カレイエフが彼女と暮らせるように、職を捨てて彼女とミハイルと一緒に脱出してほしいと頼む。カレイエフはジョアンの申し出を検討するが拒絶し、自分の党や同志たちを裏切ることはできないと言う。カレイエフはジョアンに、荷物をまとめて朝になったら一人で出発するように言う。
フェドシッチはカレイエフに、彼らと党をだましたジョアンを逮捕するべきだと言う。カレイエフはフェドシッチを拘禁すると、ジョアンの部屋に行き、3人で脱出できるように監獄塔からミハイルを解放するため、彼に付いて来るように言う。カレイエフ、ジョアン、ミハイルの3人は連絡船に乗り込み、本土側に到着し、地元の農民の馬橇を借用してニジニコリムスクの街に向かう。3人が連絡船に乗っている間に、彼らが島にいないことが発覚する。カレイエフに拘禁されたフェドシッチは、仲間の職員によって解放される。フェドシッチは無線が破壊されていることに気づき、修道院の鐘と灯火信号を使い、3人の逃亡を本土側に伝える。
ニジニコリムスクの街に向かう途中で、3人は空っぽの納屋に避難を強いられる。カレイエフとミハイルは、どちらがジョアンと一緒になるかをめぐって争い始める。2人の男はジョアンにどちらを愛しているのかを尋ねるが、ジョアンが答える前に彼らは捜索隊に発見され、逮捕される。捜索隊の指揮官は、ジョアンの夫（ミハイル）はそのままストラストノイ島に連れ戻され即時処刑されるが、ジョアンと裏切り者の司令官（カレイエフ）は、ニジニコリムスクのGPU本部に連行されて裁判に掛けられることを明かす。さらに捜索隊の指揮官は、ニジニコリムスクのGPU本部が、英国人貿易商の家の向かいにあることを明かす。ジョアンは、GPU本部の独房から脱走して通りを渡ることができれば、国外に脱出できる希望があることを理解する。逮捕した2人の男性の区別がつかない捜索隊の兵士は、ジョアンにどちらが夫なのか尋ねる。ジョアンはカレイエフを指さし、兵士に向って彼が夫だと言う。カレイエフは反論しない。カレイエフが処刑されるために連行され、ジョアンとミハエルが、脱走の希望と将来一緒になれる希望を含ませて護送されるところで、脚本は終わる。

## 沿革
ランドは、ソビエト連邦からアメリカ合衆国に移住して5年が過ぎた1931年に、『レッドポーン』の執筆に着手した。『レッドポーン』を執筆する前、ランドは著名映画監督セシル・B・デミル (Cecil B. DeMille) の下で下級シナリオライターとして働いていたほか、大手映画制作会社RKOスタジオの衣装部門でも働いていた。ランドはデビュー小説『われら生きるもの』を執筆中だったが、執筆に専念できるだけの金銭的余裕を確保することを目論み、デビュー小説の執筆を一時中断してこの脚本を書いた。完成した『レッドポーン』の脚本とあらすじは、1932年に大手映画制作会社ユニバーサル・ピクチャーズに1,500ドルで買い取られた。ユニバーサル・ピクチャーズはこの脚本の映画化に数回着手したが、その都度延期になった。アメリカ合衆国が赤い十年に入り、反ソビエト的なテーマの映画を制作することに魅力がなくなると、この脚本はお蔵入りになった。その後ユニバーサル・ピクチャーズは、この脚本の権利をパラマウント映画に売却した。以来パラマウント映画は『レッドポーン』の権利を保有し続けているが、映画化はしていない。

## 位置づけ
アンダーソン大学（サウスカロライナ州）の文学教授ジェナ・トランメル（Jena Trammell）は、『レッドポーン』は、ランドのキャリア形成上も、ランドの美学である「ロマン主義的写実主義」 (romantic realism) の形成上も、重要な作品であったとしている。
1936年に出版されたランドのデビュー小説『われら生きるもの』は、いくつかの基本的なプロットラインが『レッドポーン』と共通している。たとえば、どちらの作品も初期ソビエト連邦を舞台にした男女の三角関係を描いており、ヒロインは反共産主義的な恋人と共産主義者の恋人を持ち、最終的に共産主義者の恋人がヒロインへの愛のためにイデオロギーへの忠誠を犠牲にする。